# Narcisse (artiste)
 (septembre 2024).
L'article doit être relu — et modifié si nécessaire — par des contributeurs indépendants pour apporter un regard critique aux contributions effectuées en violation des conditions d'utilisation de Wikipédia, tant sur la forme (notamment concernant le style encyclopédique, la proportionnalité) que sur le fond (la neutralité de point de vue, la qualité et l'indépendance des sources).
Pour les articles homonymes, voir Narcisse.
Narcisse, né Jean-Damien Humair à Porrentruy dans le canton du Jura le 14 juin 1967, est un musicien et slameur suisse. « Chef de file » du slam lausannois, il remporte le tournoi individuel de la Ligue slam de France en 2013.

## Biographie
Narcisse a découvert le slam en 2006 à Lausanne. Il fréquente alors les scènes ouvertes et participe à plusieurs tournois en Suisse, en France et en Belgique. Il remporte deux années de suite (en 2008 et 2009) le tournoi des 24 heures du mot à Liège. En 2009, il crée le spectacle Regardez-vous mêlant slam, musique et vidéo. De ce spectacle sera issu en 2010 l’album Comme je les aime.
En 2012, Narcisse crée avec l’Association Boulimie-Anorexie de Lausanne le projet de Bouche à Oreilles, où il anime des ateliers d'écriture pour neuf personnes touchées par les troubles du comportement alimentaire (boulimie et anorexie). Les textes issus de ces ateliers, mis en musique par Narcisse, donnent lieu à un CD et à un spectacle créé le 11 novembre 2012 pour les 15 ans de l’association.
En 2013, il part pour dix jours à Chicago chez Marc Smith, l’inventeur du slam, pour participer au spectacle de slam bilingue Chicago French Connection.
En janvier 2014, il crée Cliquez sur j’aime, un projet artistique décliné en un spectacle, un livre et un CD. Ce spectacle sera joué au Festival Off d'Avignon du 3 au 26 juillet 2015 & du 7 au 31 juillet 2016.
En novembre 2014, il invite Marc Smith et les slameurs du Speak’Easy de Chicago ainsi qu’une brochette de slameurs français pour montrer à Lausanne un deuxième spectacle Chicago French Connection. Ce spectacle est créé dans le cadre du Festival international de slam de Lausanne.
En février 2015 et février 2016, il participe au projet Une chanson pour l'éducation au Burkina Faso et donne son spectacle à Ouagadougou.
Au printemps 2015, il est parrain suisse de la Semaine de la langue française et de la francophonie.
En décembre 2017, il est parrain du Slam national de Madagascar.
En avril 2018, il crée un nouveau spectacle, Toi tu te tais, au Théâtre Benno Besson d'Yverdon-les-Bains. Ce spectacle est présenté au Festival Off d'Avignon en juillet 2018 et en juillet 2019. Il est également joué au Théâtre Trévise à Paris durant un mois en 2020 et durant quatre mois en 2021.
En 2021, Narcisse est invité au Festival de poésie du planétarium de Bruxelles, au festival Poetry Africa à Durban, au festival Gratte-Monde à Grenoble.
En 2023, il crée un nouveau spectacle, Humains, au Théâtre Benno Besson d'Yverdon-les-Bains. Ce spectacle est présenté au Festival Off d'Avignon en juillet 2023.

## Discographie
- 2010 : Comme je les aime (Disques Office)
- 2012 : De Bouche à Oreilles, avec le collectif Mots à Maux (Disques Office)
- 2014 : Cliquez sur j’aime (Irascible)

## Distinctions
- 2008 : Lauréat du tournoi des 24 Heures du slam de Liège, « la nuit qui… chut ».
- 2009 : Lauréat du tournoi des 24 Heures du slam de Liège.
- 2013 : Lauréat du tournoi individuel de la Ligue slam de France.
- 2014 : Prix spécial du jury au tremplin Spoken Word du Mans Cité Chanson[19].
- 2018 : Lauréat du tournoi international de Slam de Chypre.
- 2022 : Prix du Festival Aux Actes Citoyens, Tomblaine, France.